# Severino Dianich
Severino Dianich (Fiume, 2 ottobre 1934) è un presbitero, teologo e saggista italiano.

## Biografia
Severino Dianich è nato a Fiume da genitori istriani. Nel novembre 1948, in seguito all'invasione degli jugoslavi di Tito, si è rifugiato in Italia con la famiglia. Nel 1949 ha potuto iniziare gli studi secondari presso il seminario arcivescovile di Pisa. In seguito ha conseguito il baccalaureato, il diploma e il dottorato in teologia presso la Pontificia Università Gregoriana di Roma.
Fu ordinato sacerdote il 13 aprile 1958 a Pietrasanta.
Ha dedicato tutta la sua ricerca al tema della Chiesa. Nel 1967 è stato tra i fondatori dell'ATI, Associazione Teologica Italiana, di cui è stato presidente dal 1989 al 1995 . Docente di ecclesiologia presso la Facoltà di Teologia di Firenze, è anche, dal 2011, Vicario episcopale per la pastorale della cultura e delle università della diocesi di Pisa, nonché direttore spirituale del seminario arcivescovile. Ha collaborato per molti anni con Famiglia Cristiana, curando la rubrica "Il teologo".

## Opere
- Ecclesiologia. Un'introduzione metodologica e una proposta, San Paolo, 1993.
- Il messia sconfitto. L'enigma della morte di Gesù, Piemme, 1999.
- Una chiesa per vivere, EDB, 2010.
- Chiesa e laicità dello Stato. La questione teologica, San Paolo, 2011.
- con Carmelo Torcivia, Forme del popolo di Dio tra comunità e fraternità, San Paolo, 2012.
- La Chiesa e le sue chiese. Teologia e architettura, San Paolo, 2009, 268 p. (EAN 9788821561443).
- Magistero in movimento. Il caso papa Francesco, EDB, 2016.
- Spazi e immagini della fede, Assisi, Citadella Editrice, 2015, 450 p. 2.
- Diritto e teologia. Ecclesiologia e canonistica per una riforma della Chiesa, EDB, 2015.
- Chiesa estroversa. Una ricerca sulla svolta dell'ecclesiologia contemporanea, San Paolo, 2018
- Gesù. Un racconto per chi non ne sa nulla... o ha dimenticato, San Paolo, 2019.
- Di fronte all'altro, San Paolo, 2022.
- Troppo breve il mio secolo, San Paolo, 2023